# Мьялос
Мьяло́с (фр. Mialos) — коммуна во Франции, находится в регионе Аквитания. Департамент — Атлантические Пиренеи. Входит в состав кантона Арти-э-Пеи-де-Субестр. Округ коммуны — По.
Код INSEE коммуны — 64383.

## География

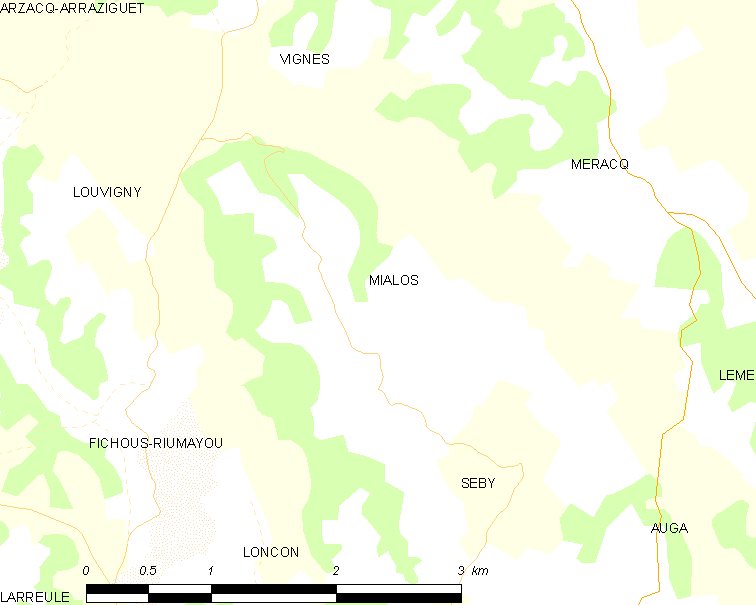
Карта коммуны

Коммуна расположена приблизительно в 640 км к югу от Парижа, в 150 км южнее Бордо, в 22 км к северу от По.
На северо-востоке коммуны протекает река Люи.

### Климат
Климат тёплый океанический. Зима мягкая, средняя температура января — от +5°С до +13°С, температуры ниже −10 °C бывают редко. Снег выпадает около 15 дней в году с ноября по апрель. Максимальная температура летом порядка 20-30 °C, выше 35 °C бывает очень редко. Количество осадков высокое, порядка 1100 мм в год. Характерна безветренная погода, сильные ветры очень редки.

## Население
Население коммуны на 2010 год составляло 100 человек.
| 1962 | 1968 | 1975 | 1982 | 1990 | 1999 | 2010 |
| ---- | ---- | ---- | ---- | ---- | ---- | ---- |
| 155  | 141  | 140  | 119  | 122  | 99   | 100  |

## Администрация
| Период | Период | Фамилия        | Партия                  | Примечания |
| ------ | ------ | -------------- | ----------------------- | ---------- |
| 1989   | 1995   | Робер Дюкассу  |                         |            |
| 1995   | 2005   | Анна Алари     | Социалистическая партия |            |
| 2005   | 2020   | Дидье Даррибер |                         |            |

## Экономика
В 2010 году среди 60 человек трудоспособного возраста (15-64 лет) 42 были экономически активными, 18 — неактивными (показатель активности — 70,0 %, в 1999 году было 70,0 %). Из 42 активных жителей работали 37 человек (20 мужчин и 17 женщин), безработных было 5 (2 мужчин и 3 женщины). Среди 18 неактивных 7 человек были учениками или студентами, 5 — пенсионерами, 6 были неактивными по другим причинам.

## Достопримечательности
- Церковь Св. Мартина (XV век)[4]